# Luftherravälde

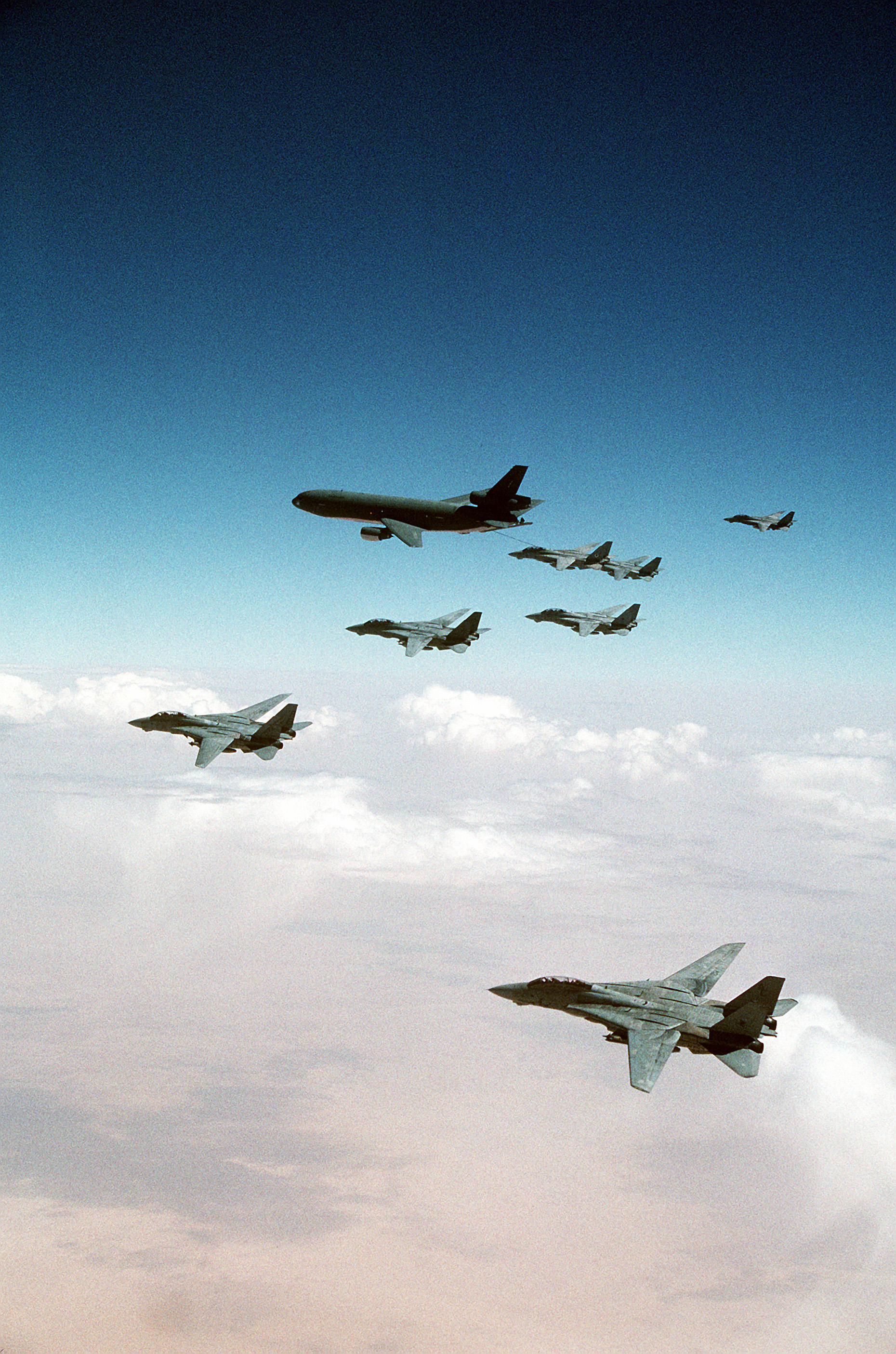
Stridsflygplan av typ F-14 Tomcat från USA:s flotta samt ett lufttankningsflygplan KC-10 Extender från USA:s flygvapen under Kuwaitkriget, ett krig tydligt präglat av de allierades luftherravälde.

Luftherravälde (engelska: aerial supremacy eller air supremacy) innebär att en stridande part i en konflikt totalt dominerar luftrummet med sina flygstridskrafter. För att ett luftherravälde ska anses som fullständigt ska dominansen vara så stor att den sida som har herravälde kan genomföra flyginsatser utan hinder, och att fientligt flyg inte kan genomföra flygoperationer.
Luftherravälde är ett centralt begrepp i USA:s militära doktrin och effektuerat främst genom dess flygvapnen. Försvarsalliansen Nato använder sig i sin terminologi av tre nivåer av dominans. Air parity är den lägsta nivån, air superiority är ett mellanläge och air supremacy innebär totalt luftherravälde.